# Plaza Quilicura (métro de Santiago)
Plaza Quilicura est une station de métro à Quilicura, dans la province de Santiago, au Chili. Terminus nord-ouest de la ligne 3 du métro de Santiago, elle a ouvert le 25 septembre 2023.